# Auto da compadecida
Auto da Compadecida (Atto della Compassionevole, in italiano) è una commedia drammatica di Ariano Suassuna, scritta nel 1955 e rappresentata nel 1956. L'opera unisce elementi della letteratura di cordel e del barocco-cattolico, mescolando cultura popolare e tradizione religiosa.
Con questa opera Suassuna raggiunse definitivamente la notorietà.

## Trama
João 'Grilo' e Chicò sono due grandi amici che vivono nella cittadina di Taperoà, nel Sertão brasiliano. Il primo è un personaggio furbo, giocondo e abile nell'ordire imbrogli, il secondo è un sognatore che inventa storie fantastiche e assurde delle quali si considera l'eroico protagonista. Entrambi sono i garzoni del panettiere e sua moglie. L'uomo è innamorato della donna ma le attenzioni di lei sono tutte per il denaro e il suo cagnolino malato. João viene infatti inviato dal parroco della cittadina perché la fornaia desidera che prima della morte del cane questo venga benedetto. Ma il prete non ha nessuna intenzione di benedire il cane perché non si tratta di una persona. Da qui cominciano una serie di vicissitudini e qui pro quo che coinvolgono il Maggiore Antonio Morais, il sacrestano, il frate e addirittura un vescovo, fino all'arrivo del Brigante Severino accompagnato dal suo Cangaço. Questi ultimi uccidono tutti i protagonisti, solo Chicò si salva, vedendo morire tutti i suoi amici, persino João. Alla fine tutti si risvegliano in paradiso e, dopo le accuse dei peccati da loro commessi presentate dal diavolo (Encourado), vengono mandati in purgatorio da Gesù (Manuel) grazie all'atto d'intercessione della Madonna Compassionevole, da cui il titolo dell'opera. João, dopo essere quindi riuscito ad ottenere la grazia per i suoi amici, viene rimandato sulla terra per una seconda possibilità, tornando alla sua vita di sempre assieme all'inseparabile amico Chicò.

## Adattamenti
Dall'opera sono stati tratti tre film:
- A Compadecida, 1969
- O Auto da Compadecida, 1987
- Os Trapalhões no Auto da Compadecida, 2000

Nel 1999 è stata realizzata per la tv la miniserie omonima.